# VK Vestsjælland
VK Vestsjælland est un club danois de volley-ball fondé en 2007 et basé à Korsør, évoluant pour la saison 2019-2020 en Volleyligaen Damer.

## Effectifs

### Saison 2020-2021
| No                            | Nom                                 | Date de naissance             | Taille                         | Poids                          | Poste                          |
| ----------------------------- | ----------------------------------- | ----------------------------- | ------------------------------ | ------------------------------ | ------------------------------ |
| 1                             | Sabina Adilovic                     | 24 mars 1999                  | 178                            | 70                             | Passeuse                       |
| 2                             | Therese Alexandra Vestergaard Piper | 26 avril 1996                 | 188                            |                                | Centrale                       |
| 3                             | Emilie Wettendorff Højland          | 19 septembre 2002             | 184                            |                                | Centrale                       |
| 5                             | Oriana Guerrero                     | 5 mai 1994                    | 173                            |                                | Réceptionneuse-attaquante      |
| 6                             | Sofija Richlieva                    | 27 janvier 2000               | 179                            |                                | Passeuse                       |
| 7                             | Nadja Michelle Kristensen           | 23 novembre 1998              | 155                            |                                | Libero                         |
| 8                             | Clara Windeleff                     | 3 février 2002                | 185                            | 60                             | Réceptionneuse-attaquante      |
| 11                            | Chelsea Ingabire                    | 11 mai 1998                   | 172                            | 71                             | Réceptionneuse-attaquante      |
| 13                            | Isabel Viszokai                     | 4 juillet 2001                | 174                            |                                | Centrale                       |
| 16                            | Emma Gylling Nielsen                | 13 janvier 2004               | 182                            |                                | Attaquante                     |
| 18                            | Gülçin Cartilli                     | 27 avril 1993                 | 160                            |                                | Libero                         |
|                               |                                     |                               |                                |                                |                                |
| Encadrement technique         | Encadrement technique               |                               | Légende                        | Légende                        | Légende                        |
| Entraîneur : Jovan Šajnberger | Entraîneur : Jovan Šajnberger       | Entraîneur : Jovan Šajnberger | : Capitaine                    | : Capitaine                    | : Capitaine                    |
| Entraîneur(s) adjoint(s) :    | Entraîneur(s) adjoint(s) :          | Entraîneur(s) adjoint(s) :    | : Joueuse blessée actuellement | : Joueuse blessée actuellement | : Joueuse blessée actuellement |